# ولتامتری

ولتامتری با روبش خطی پتانسیل

ولتامتری (انگلیسی: Voltammetry) یک روش الکتروتجزیه‌ای است که در شیمی تجزیه و برخی از فرایندهای صنعتی مورد استفاده قرار می‌گیرد. در ولتامتری، اطلاعات یک آنالیت از طریق اعمال یک پتانسیل متغیر بر الکترود کار و اندازه‌گیری جریان الکتریکی به دست می‌آید.
ولتامتری که یک روش وابسته به زمان محسوب می‌شود، یکی از حساسترین روش‌ها برای اندازه‌گیری کمی است. این روش برای اولین بار توسط یاروسلاو هیروفسکی شیمیدان اهل چکسلواکی در سال ۱۹۲۲ ارائه گردید. ازاین روش علاوه بر آنالیز کمی در فراکافت‌های کیفی نیز استفاده می‌گردد. تمام یون‌هایی که قابل احیا بر سطح الکترود جیوه را می‌توان از طریق ولتامتری اندازه‌گیری نمود. همچنین، ترکیب‌های آلی شامل آلدهیدها، کتون‌های آلفا-هالوژن‌دار، آلکن‌ها، ترکیب‌های آروماتیک از طریق این روش قابل اندازه‌گیری هستند. در ولتامتری اندازه‌گیری شدت جریان انتشار حاصل از یک واکنش الکترودی (معمولاً واکنش احیاء) در سطح الکترود قطره جیوه به موازات تغییر تدریجی پتانسیل اعمال شده به الکترود کار اندازه‌گیری می‌شود. این روش قادر است غلظت‌های خیلی کم در حد قسمت در میلیون و حتی قسمت در بیلیون را اندازه بگیرد.